# Nos frères inattendus
Nos frères inattendus est un roman d'Amin Maalouf, de l'Académie française, publié en 2020.

## Résumé
Alec Zander, le narrateur, est un dessinateur caricaturiste, sur une petite île de l'Atlantique, dans l'archipel des Chirons. Sa seule voisine est Ève, une romancière qu'il ne connaît presque pas. Ils commencent à se fréquenter quand une panne générale des communications les isole davantage du reste du monde,.
Alec prend contact avec d'autres habitants de l'archipel. Ils pensent qu'une apocalypse nucléaire a dû survenir, dans la suite des événements internationaux des semaines précédentes, et qu'ils sont les seuls rescapés. Alec apprend ensuite que la catastrophe allait se produire quand toutes les communications ont été coupées.
Ce brusque sauvetage intervient grâce à la fraternité d'un petit groupe. Ce petit groupe de personnes, appelées « nos frères inattendus » par le narrateur, se revendique héritier de la sagesse de la Grèce antique, et dispose de moyens techniques impressionnants leur permettant de couper toutes les communications sur l'ensemble de la planète, ou d'envoyer des ondes paralysantes pour sauver un des leurs. Ils affirment vouloir instaurer la paix et obtiennent tous les droits, à la suite d'un ultimatum, pour démanteler eux-mêmes l'ensemble de l'arsenal nucléaire mondial. Mais ils semblent poursuivre aussi d'autres buts, et s'attirent l'hostilité par leurs procédés, par leur apparente toute-puissance et par le mystère de leur organisation.

## Réception critique
Maalouf exploite dans ce roman des thèmes qu'il a abordés dans ses essais des années précédentes, notamment dans Les Identités meurtrières, Le Dérèglement du monde et Le Naufrage des civilisations,.
Ce roman est perçu comme un conte philosophique sous forme de dystopie « faite d'humour et de critique grinçante », avec « un scénario épique et glaçant ». Il offre cependant une « belle lumière », une « bulle d'espoir ».

## Publication
La première édition de cet ouvrage est publiée chez Grasset en 2020 :
- Amin Maalouf, Nos frères inattendus, Grasset, 2020, 336 p. (ISBN 978-2-246-82641-5).